# Ampanihy (stad)
Ampanihy is een stad in Madagaskar, gelegen in de regio Atsimo-Andrefana. De stad telt 24.370 inwoners (2005).

## Geschiedenis
Tot 1 oktober 2009 lag Ampanihy in de provincie Toliara. Deze werd echter opgeheven en vervangen door de regio Atsimo-Andrefana. Tijdens deze wijziging werden alle autonome provincies opgeheven en vervangen door de in totaal 22 regio's van Madagaskar.